# Dommartin-sous-Hans
Dommartin-sous-Hans è un comune francese di 55 abitanti situato nel dipartimento della Marna nella regione del Grand Est.

## Società

### Evoluzione demografica
Abitanti censiti